# Roberts Anchorage
Roberts Anchorage – zatoka (kotwicowisko; anchorage) cieśniny La Grande Passe w kanadyjskiej prowincji Nowa Szkocja, w hrabstwie Yarmouth; nazwa urzędowo zatwierdzona 19 stycznia 1961.